# 建物の区分所有等に関する法律
建物の区分所有等に関する法律（たてもののくぶんしょゆうとうにかんするほうりつ、英語: Act on Building Unit Ownership, etc.、昭和37年法律第69号）は、マンションの一室のように、一棟の建物の一部（区分建物）を独立した所有権の対象とすることができるようにし、その場合の権利関係に関する日本の法律である。ふつう正式名称を略して区分所有法と呼ばれる。
1962年4月4日に公布された。

## 構成
- 第1章 建物の区分所有
  - 第1節 総則（第1条 - 第10条）
  - 第2節 共用部分等（第11条 - 第21条）
  - 第3節 敷地利用権（第22条 - 第24条）
  - 第4節 管理者（第25条 - 第29条）
  - 第5節 規約及び集会（第30条 - 第46条）
  - 第6節 管理組合法人（第47条 - 第56条）
  - 第7節 義務違反者に対する措置（第57条 - 第60条）
  - 第8節 復旧及び建替え（第61条 - 第64条）
- 第2章 団地（第65条 - 第70条）
- 第3章 罰則（第71条・第72条）
- 附則

## 概要
本法は、区分に所有権を目的とする建物を定義し、区分所有者の権利義務を定義し、権利変動の過程・利害関係人を明確にする。また、一棟の建物に構造上区分された数個の部分で独立して住居、店舗、事務所又は倉庫その他建物としての用途に供することができるものがあるときは、その各部分をそれぞれ所有権の目的とすることができると定め（1条）、当該建物に関する区分所有者の団体（いわゆる管理組合）、敷地利用権、復旧および建替え等について定める。また、1条に規定する建物のことを、区分建物とも呼ぶ。
- 区分所有建物のイメージ例（専有部分と共用部分）

| 301号室 （専有部分） | 302号室 （専有部分）       | エレベー タ 階段 廊下 （法定 共用部 分） |
| 201号室 （専有部分） | 202号室 （専有部分）       | エレベー タ 階段 廊下 （法定 共用部 分） |
| 1階店舗 （専有部分） | 管理人室 （規約共 用部分） | エレベー タ 階段 廊下 （法定 共用部 分） |

- 201、202、301、302の各号室:住戸（各戸前のバルコニーの専用使用権付）

高層マンションでも、上記イメージの延長となる。こうしたマンションの全景は、バルコニーの部分が凹んだような外観となることが多い。大川端リバーシティ21 センチュリーパークタワー 
| 廊下（法定共用部分） |                                                  |                           |
|                      | 202号室 （専有部分）                             | 階段等 （法定 共用部 分） |
|                      | バルコニー（法定共用部分、 202号室の専用使用権） | 階段等 （法定 共用部 分） |

- 「規約共用部分」とは管理規約により共用部分とされる部分で、「法定共用部分」とは法令上当然に共用部分となる部分をいう（区分所有法第4条）。

参考:『平成21年度版　宅建ポイントマスターI　民法等』TAC
マンション、オフィスビル、長屋・テラスハウスなどの建物は、この法律により各住戸等の部分ごとに所有権の対象とすることができる。

## 裁判例
- 社会的に危険視される団体の住居使用を認めなかった例
  - オウム真理教（現Aleph）の信者が居住用目的で賃貸したマンションに関して、時間帯を問わず同教団の信者の出入りがあること、同教団が殺人も容認する教義により複数の凶悪事件を起こし、その危険性が現在も減じておらず、これらにより他の居住者に著しい不安を与えることは区分所有者の共同利益に反するとして、住居の明渡しが認める[3]。
- 本法70条は憲法29条に違反しない
  - 本法70条1項は、一定の要件の下に、多数決によって団地内の建物の一括建替え決議をすることができる旨を定めるが、一部の者の反対によって大多数の意思である建替えが妨げられるのは合理的ではなく、また、同条4項が準用する63条4項において、建替えに参加しない者に対して経済的損失についての手当てがされていることなどから、当該規定は憲法29条に違反しない[4]。